# Perro fino Colombiano

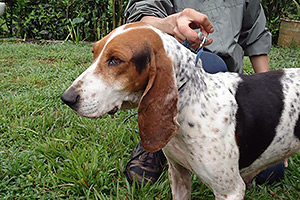
Fino Columbian

The Fino este o rasa canina tipic Columbiana, cainele de vanatoare al taranilor columbieni, raspandit in intreaga tara cu un istoric de peste 200 de ani, fiind adaptat la peisajul Columbian.

## Descriere
The Fino este un frumos caine de miros, cu un excellent simt al mirosului, corpul de talie medie, inaltimea greabanului variind intre 45 si 55 de centimetri, ochi caprui, urechi lungi si muscatura in foarfeca. Coada este lunga si groasa, ingustandu-se catre varf. Sunt animale foarte muncitoare si tind sa acompanieze vanatoare pe toata durata zilei, indiferent de teren.

## Istorie
Este o rasa canina dezvoltata in Columbia, imperechindu-se din rase straine (in special rase europene si americane) din vremurile colonial pana in secolul XX. Datorita izolatiei geografice suferita de tara de-a lungul istoriei, s-a ajuns la o mare diversitate de rase canine de vanatoare, folosite la vanatoarea lowland paca (paca de campie) si a altor rozatoare.

## Temperament
Este un caine nobil, dulce si vesel,rabdator, are incredere in straini si este un vanator pasionat, nefiind un caine de apartament.

## Recunoastere
Chiar daca nu este recunoscut de nici un club kennel, este subiectul unei cercetari in cadrul Universitatii Nationale a Columbiei pentru caracteristicile sale si se lucreaza la o viitoare recunoastere a rasei.